# Zbigniew Brzeziński (epidemiolog)

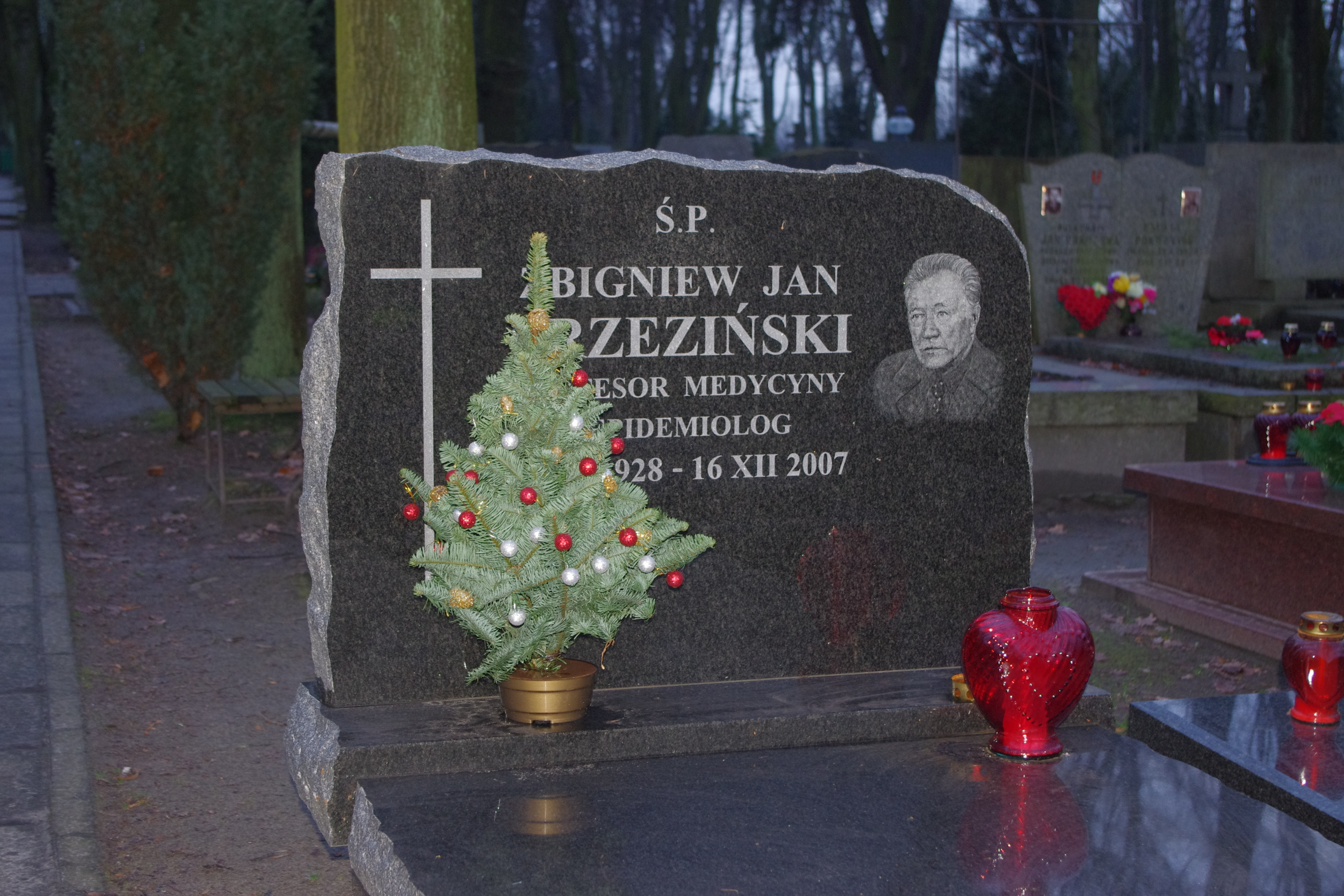
Grób epidemiologa Zbigniewa Jana Brzezińskiego na Cmentarzu Wojskowym na Powązkach w Warszawie

Zbigniew Jan Brzeziński (ur. 26 listopada 1928 w Suwałkach, zm. 16 grudnia 2007) – polski epidemiolog, profesor doktor habilitowany nauk medycznych, przewodniczący Polskiego Stowarzyszenia Epidemiologicznego. Wieloletni członek Komitetu Ekologii Człowieka oraz Komitetu Epidemiologii i Zdrowia Publicznego PAN. 

## Życiorys
Od 1954 należał do PZPR. W latach 1969–1972 był prorektorem Akademii Medycznej w Warszawie, w latach 1970–1972 dyrektorem Instytutu Medycyny Społecznej Akademii Medycznej w Warszawie, w latach 1973–1980 kierownikiem Działu Epidemiologii w Europejskim Biurze Regionalnym WHO w Kopenhadze, w latach 1984–1999 kierownikiem Zakładu Epidemiologii w Instytucie Matki i Dziecka, a następnie jego konsultantem. 
Był odznaczony Złotym Krzyżem Zasługi, otrzymał Odznakę Zasłużonego Pracownika Służby Zdrowia.
Pochowany 21 grudnia 2007 na Wojskowych Powązkach w Warszawie (kwatera 14B-3-1a). 

## Wybrana bibliografia
- Epidemiologia kliniczna (Wyd. PZWL, ISBN 83-200-3009-9)